# 塔耳堡站
塔耳堡站是一个胶济线上的铁路车站，位于山东省昌邑市塔平堡镇，建于1902年，目前为四等站，邮政编码为261321。目前客运：办理旅客乘降；行李包裹托运；货运：仅办理整车路用货物发到。